# Synagogue de Bruchsal (1881-1938)

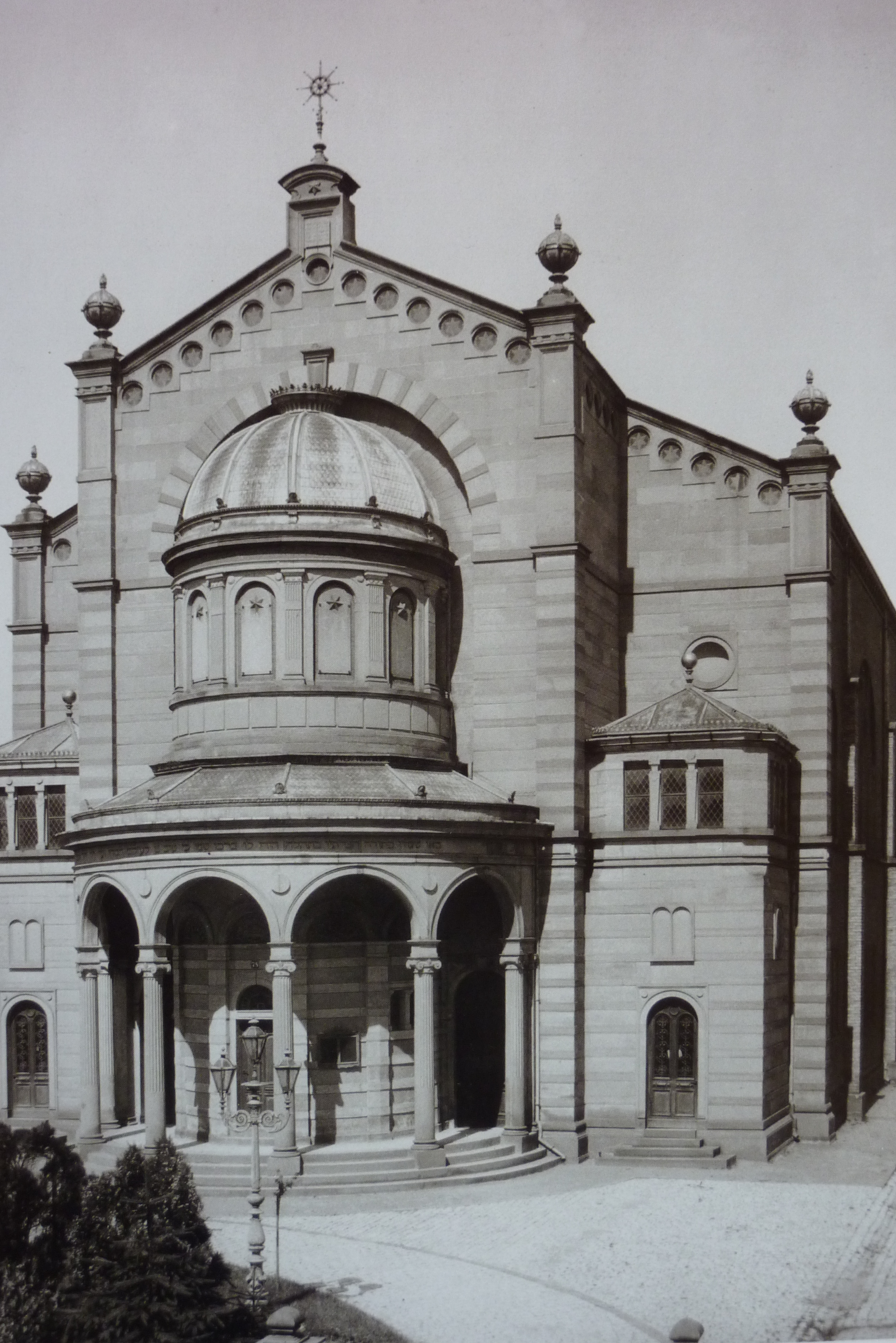
La synagogue de Bruchsal vers 1895

La synagogue de Bruchsal, inaugurée en 1881, a été détruite en 1938 lors de la nuit de Cristal comme la plupart des autres lieux de culte juif en Allemagne.
Bruchsal est une petite ville allemande de l'arrondissement de Karlsruhe, dans le district de Karlsruhe (Land de Bade-Wurtemberg) à environ 25 km au nord-est de Karlsruhe. Elle compte actuellement environ 43 300 habitants.

## Histoire de la communauté juive

### Le Moyen Âge
Jusqu'au début du XIXe siècle, Bruchsal fait partie du diocèse de Spire. Une communauté juive a existé au Moyen Âge et à l'époque moderne jusqu'en 1938. La première mention de Juifs dans la ville date de 1288, mais la communauté disparait à la suite des persécutions lors de la peste noire en 1348. Dès 1381, un Juif se réinstalle à Bruchsal, suivi de plusieurs autres au cours des années suivantes. Aux XVe et XVIe siècles, aucune source ne permet d'affirmer la présence de Juifs, probablement en raison de leur absence ou de leur très petit nombre.

### LeXVIIIeet leXIXesiècle
Ce n'est qu'à partir de la guerre de Trente Ans que des Juifs se réinstallent à Bruchsal ; La première mention de leur présence date de 1619. En 1685, 18 familles juives vivent à Bruchsal, et en 1740, 11 familles.
Au Moyen Âge, les Juifs possédaient une synagogue. La nouvelle communauté utilise tout d'abord une salle de prière, avant de construire une synagogue. Elle dispose d'une école juive (une école confessionnelle jusqu'en 1876, puis une école religieuse; probablement située 2 Huttenstraße dans le bâtiment du rabbinat), un Mikve (bain rituel), situé 17 Stadtgrabenstraße, qui puise l'eau de la Saalbach et la déverse dans la direction des fossés de la ville. Les morts de la communauté sont enterrés au cimetière juif de Worms jusqu'en 1632, puis au cimetière situé à la limite entre Bruchsal et Obergrombach. En 1879, un carré juif est créé dans le cimetière municipal de Bruchsal.
En 1827, Bruchsal devient le siège d'un rabbinat de district.
Dès le milieu du XIXe siècle, les Juifs de Bruchsal possèdent un pouvoir économique important. Ainsi le commerce en gros du houblon et du tabac est presque entièrement entre leurs mains. Plusieurs établissements industriels sont fondés par des industriels juifs.
Dans les années 1880-1890, l'antisémitisme grandissant en Allemagne, avec la création d'un parti antisémite par Otto Böckel, se fait ressentir aussi à Bruchsal. La revue Der Israelit en 1892, raconte qu'un M. Welker de Stuttgart, du deutsch-soziale und antisemitische Partei (parti social et antisémite allemand) a tenu une conférence dans la ville voisine de Bretten, et qu'il désirait en tenir une à Bruchsal, mais en a été empêché par des manifestants israélites.
L'année suivante, en 1893, des élections amènent treize membres du parti antisémite au Reichstag. Lors de ces élections, le parti antisémite de Bruchsal colle des affiches de propagande sur les maisons qui sont ensuite arrachées par les Juifs. Une plainte est donc déposée par les associations antisémites auprès de l'administration du district. Cette plainte est rejetée :  
« Une décision remarquable a été prise par l'administration du district. Plusieurs israélites ont arraché des affiches antisémites qui avaient été collées sur des maisons par le candidat antisémite, avant les dernières élections au Reichstag. Une plainte déposée par des associations antisémites vient d'être rejetée pour les raisons suivantes : en ce qui concerne l'affichage, il est prouvé, d'après les déclarations, que pendant plusieurs jours avant les élections au Reichstag, des affiches antisémites placardées dans les rues de Bruchsal ont bien été déchirées. Cependant, l'occasion d'intervenir n'est pas envisageable, car l'arrachage de ces affiches, qui regorgent d'insultes et d'invectives contre les israélites, et dont le contenu a fait aussi scandale parmi les membres des communautés chrétiennes, peut être considéré comme accompli dans l'exercice de la légitime défense. Les accusés, qui sont des israélites, pouvait de même, comme le reste des israélites de cette ville, exiger de ne plus voir ces affiches avilissantes pour leurs coreligionnaires qui bénéficiaient d'une large diffusion publique. »
La population juive va croître fortement jusqu'au milieu du XIXe avant de se stabiliser et décroitre légèrement au début du XXe siècle : en 1814, il y a 128 personnes juives ; en 1825 : 178 soit 2,6 % de la population totale de 6 853 habitants ; en 1842 : 256 Juifs soit 3,2 % des 7 962 habitants ; en 1862: 325 personnes juives soit 3,9 % de 8 270 habitants; en 1875 on atteint 609 Juifs soit 5,6 % de 10 811 habitants; en 1880 : 730 soit 6,4 % de 11 373 ; Le nombre le plus élevé est atteint en 1885 avec 752 personnes juives ; en 1895 : 753 soit 5,9 % des 12 614 habitants ; en 1900 : 741 soit 5,5 % des 13 555 habitants et en 1910, 711 Juifs sur une population totale de 15 391 habitants soit 4,6 %.

### LeXXesiècle
Durant la Première Guerre mondiale, la communauté juive perd 17 de ses hommes. Leurs noms figurent sur le monument aux morts de la Première Guerre mondiale dans le cimetière de la ville. La revue Allgemeine Zeitung des Judentums indique que la ville, dans un ouvrage publié après la guerre, reconnait l'effort de guerre fait par la communauté juive:  
« L'ouvrage publié par la ville de Bruchsal sur "Bruchsal dans la guerre mondiale de 1914 à 1920", traite, dans un chapitre spécial, de la communauté juive de Bruchsal  et apporte des chiffres intéressants sur les services apportés par la communauté à l'Allemagne pendant la guerre mondiale. Il indique que : de la communauté religieuse qui compte en tout 650 âmes, 158 hommes, soit près de 25 pour cent ont été des combattants actifs, et parmi eux, beaucoup ont été blessés, et 17 soit 12 pour cent sont morts au combat. De nombreux ont reçu des décorations, et neuf ont été promus officiers et un médecin commandant, alors qu'avant la guerre dans le pays de Bade, aucun israélite n'avait eu cet honneur. […].

L'Association caritative israélite et l'Association des femmes juives, l'Association pour les malades israélites et l'Association pour les pauvres israélites se sont unis et mis à la disposition des hôpitaux locaux afin d'envoyer de nombreux paquets de tendresse à nos Feldgrauen.. »
En 1925, la communauté se compose de 603 personnes soit 3,7 % des 16 469 habitants de la ville. Les responsables de la communauté sont R. Schlossberger, Karl Marx, B. Bravmann, L. Einstein, B. Kauffmann, Albert Maier, Paul Odenheimer et S. Weinberger; le rabbin est le Dr Siegfried Grzymisch; le professeur d'éducation religieuse B. Bravmann et le Shames (bedeau de la synagogue)  S. Sandler. L'instruction religieuse est donnée dans les écoles par le professeur principal Prager et par le professeur de religion Bravmann et dans les collèges par le rabbin. 
Les associations juives sont très actives, principalement dans le domaine de la charité: En 1888 est fondé à Bruchsal, le Israelitischer Landeswaisenverein für Baden (Association des orphelins israélites du pays de Bade). Son but est d'aider et d'éduquer les orphelins déshérités. En 1932, le président de l'association est Jacob Oppenheimer; le Israelitischer Frauenverein  (Association féminine israélite), fondée en 1872, est dirigée de 1924 à 1932 par Mme Hedwig Oppenheimer, avec 200 membres, dont le but est la protection de la famille, l'aide aux femmes en couches et aux malades, l'attribution de bois et de charbon, et l'aide à la formation; le Israelitischer Armenverein (Association d'aide aux pauvres israélites), fondée en 1900, dirigée en 1924 par R. Schloßberger et par  le conseiller de la synagogue L. Einstein, et en 1932 par Max Straus, avec 125 membres; La Wohltätigkeitsverein Gemiluth Chasodim (Association de bienfaisance), dirigée en 1924 par Isidor Einstein et en 1932 par Max Straus, avec 100 membres; la Kranken- und Wohltätigkeitsverein (Association de bienfaisance et d'aide aux malades), fondée en 1840, dirigée en 1924 par R. Schloßberger et par le conseiller de la synagogue S. Weinberger, et en  1932 par Samuel Weinberger, avec 160 membres, dont le but est la fourniture de soins médicaux gratuits et le remboursement des traitements, médicaments et autres fournitures médicales;  la Chewra Kadischa (Société du dernier devoir), fondée en 1879, dirigée en 1924 par Albert Mayer, avec 15 membres, dont le but est d'aider les personnes dans le besoin pour l'organisation des services funéraires; la Brautverein (Association pour la mariée), dirigée par R. Schloßberger avec 10 membres, pour offrir un trousseau aux jeunes filles pauvres; Toutes les associations caritatives sont regroupées au sein du Wohlfahrtsrat (Conseil de l'aide social) sous la présidence en 1924 du rabbin Dr Grzymisch. Parmi les associations non caritatives: la Synagogenchorverein (Association du chœur de la synagogue), dirigée en 1924 par Ernst Ullmann, avec 40 membres; la Verein für jüdische Geschichte und Literatur (Association de littérature et d'histoire juive), dirigée en 1924 par Max Hilb, avec 98 membres, et en 1932 par Moritz Nathan; le "Jüdischer Frontbund" (Union [des soldats] juifs du front) dirigée en 1932 par Max Hilb, regroupant les anciens combattants juifs de la Première Guerre mondiale; le Jüdischer Jugendbund (Union de la jeunesse juive), sous la direction de Max Sichel; et la section locale de la Centralverein deutscher Staatsbürger jüdischen Glaubens (Association centrale des citoyens allemands de religion juive) dirigée par Bernhard Kauffmann.
Jusqu'en 1933, de nombreuses familles juives possèdent des entreprises industrielles ou commerciales, dont certaines relativement importantes. Les Juifs se sont surtout spécialisés dans la fabrique de cigares et de cigarettes, le négoce du tabac, la malterie et le négoce du houblon. Sur les 21 entreprises possédées par des Juifs, 12 sont des fabriques de cigarettes; On les trouve aussi dans la confection pour hommes et femmes, le négoce de tissus, la fabrique de poêles et le négoce de bétail.
Avant l'arrivée au pouvoir des nazis, le rapport entre les habitants juifs et non-juifs de la ville, ne pose aucun problème particulier. Les citoyens juifs sont représentés au conseil municipal, au comité des citoyens et au conseil régional de Bruchsal. Ils sont membres de la Croix-Rouge, ainsi que de clubs de chant, de gymnastique et de sport. Ils subventionnent et coopèrent avec des organismes de bienfaisance chrétiens, principalement les infirmières catholiques et protestantes, et certains résidents juifs prennent une part active aux festivités de la ville, comme le carnaval dans les années 1900. Jakob Oppenheimer, président de l'Association des orphelins du Land et responsable de l'aide d'urgence municipale pendant l'hiver 1932-1933, est connu bien au-delà de la ville pour ses activités caritatives. Quand il décède en septembre 1933, son enterrement est suivi aussi bien par des Juifs que des Chrétiens, et de nombreuses nécrologies élogieuses sont publiées dans les journaux locaux.

### La période nazie
En 1933, Bruchsal compte 501 habitants juifs. La propagande nazie s'exerce également à Bruchsal dès l'arrivée au pouvoir d'Hitler, contre les entreprises et magasins juifs de la ville. Les Juifs sont soumis à de nombreuses restrictions: à partir de mai 1934, les habitants juifs ne sont plus admis à la piscine municipale. En 1936, une école est installée spécialement pour les élèves juifs.
En 1936-1937, 110 Juifs quittent la ville dont 76 pour émigrer à l'étranger. En 1938, tous les Juifs d'origine polonaise ou tchèque sont expulsés vers la Pologne. 
Lors de la nuit de Cristal du 9 au 10 novembre 1938, la synagogue est incendiée et les hommes de la SA brisent les vitres des magasins juifs. Les hommes sont envoyés au camp de concentration de Dachau.  Le 22 octobre 1940, les 79 derniers habitants juifs de Bruchsal sont déportés au camp de Gurs en France, rejoints par 36 autres qui avaient quitté précédemment la ville et qui ont été appréhendés.
Le mémorial de Yad Vashem de Jérusalem et le Gedenkbuch - Opfer der Verfolgung der Juden unter der nationalsozialistischen Gewaltherrschaft in Deutschland 1933-1945 (Livre commémoratif – Victimes des persécutions des Juifs sous la dictature nazie en Allemagne 1933-1945) répertorient 194 habitants nés, ou ayant vécu longtemps à Bruchsal parmi les victimes juives du nazisme.

## Histoire de la salle de prière et de la synagogue

### La synagogue médiévale
Au Moyen Âge, les Juifs se concentrent principalement dans la Judengasse (ruelle aux Juifs), qui est mentionnée pour la première fois en 1344. Lors de la destruction de la ville en 1689, le nom de la ruelle va disparaitre. Celle-ci se trouve dans la partie inférieure de la Rathausstraße (rue de l'Hôtel de ville) entre la John-Bopp-Straße et le Kübelmarkt. Là, est située la synagogue médiévale, mentionnée également en 1344, probablement à l'emplacement du 3 Blumenstraße (rue des Fleurs). Le Mikve (bain rituel) se trouve  entre le vieux fossé de la ville et la rivière Saalbach, à l'emplacement actuel du 17 Stadtgrabenstraße, et est mentionné en 1650 sur un plan de la ville comme Judenbad (bain aux Juifs) et Judenbrunnen (fontaine aux Juifs). 

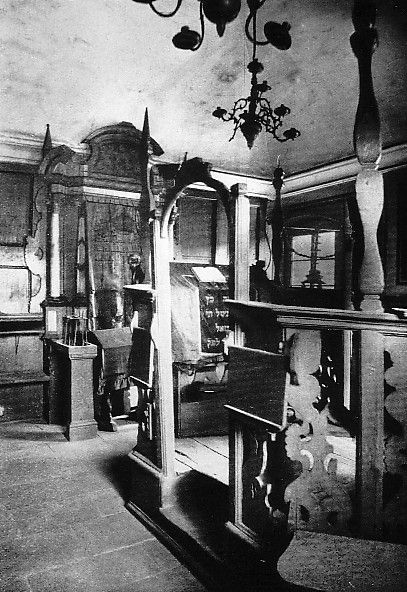
La salle de prière dans la maison de Jakob Süssel

### La première salle de prière
La communauté juive des temps modernes a tout d'abord, depuis la première moitié du XVIIIe siècle, une salle de prière située au dernier étage du manoir du Juif de cour, Jakob Süssel, situé 2 Huttenstraße. Ce dernier est en même temps le responsable de la communauté juive de Bruchsal de 1704 à 1750. Après la mort du fondateur, la maison, où se situe la salle de prière, devient la propriété de la communauté juive et jusqu'à la construction de la première synagogue en 1802, sera le centre de la vie juive de Bruchsal.
Süssel accueille dans sa maison, en 1740, le premier rabbin de Bruchsal, Isaak Weil, originaire de Uehlfeld en Bavière, qui sera le rabbin de la communauté de 1740 à 1743, et décide qu'à l'avenir, tous les rabbins devront résider dans cette maison. Jusqu'à l'arrivée dus nazisme, des offices seront célébrés dans cette petite salle de prière deux fois par an lors des grandes fêtes. La salle va rester dans son état original, et sera au XXe siècle, d'après Berthold Rosenthal, le plus ancien lieu de prière juif de l'État de Bade:    
« Cette salle de prière vénérable, dont tout l'aménagement intérieur n'est pas sans rappeler l'architecture du château de Bruchsal, remplit encore aujourd'hui le visiteur d'une sainte émotion. Il se sent comme si le temps s'était arrêté; il se retrouve entouré par des ancêtres vêtus de costume du XVIIIe siècle, et enveloppés dans leur Talit (châle de prière), élevant leurs prières et leur gratitude vers le Père céleste. »
Le bâtiment du 2 Huttenstraße est détruit pendant la Seconde Guerre mondiale. Il abritait jusqu'en 1876, l'ancienne école confessionnelle juive. 

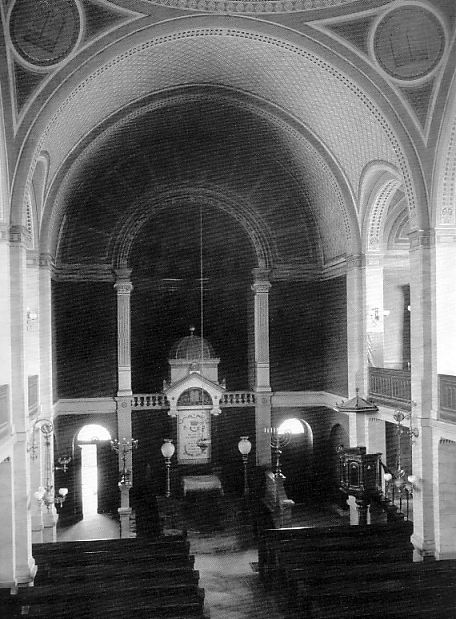
Intérieur de la synagogue vers 1895

### La nouvelle synagogue
En 1802, une synagogue est construite sur le terrain situé 78 Friedrichstraße. Au cours du XIXe siècle, le nombre d'habitants juifs de Bruchsal croit fortement, passant de 129 personnes en 1814 à 730 en 1880. La synagogue devient rapidement trop petite, et il est donc décidé en décembre 1878 d'ériger un nouveau bâtiment au même endroit. Le premier coup de pioche a lieu le 1er mai 1880, et la première pierre est posée le 10 juin de la même année. La construction va durer 16 mois, et l'inauguration peut se dérouler le 16 septembre 1881. Le coût total de la construction s'élève à 140 000 marks, récoltés en totalité par la communauté juive de Bruchsal.
Conçue suivant les plans des architectes d'Heidelberg Johann Friedrich Henkenhaf (1848-1908) et Friedrich Ebert (1850-1914), la synagogue est un bâtiment imposant de style néo-renaissance. Sa façade présente quelques similitudes avec celle de la synagogue libérale de la Kronenstraße à Karlsruhe, construite par Josef Durm, dont Ebert a été l'élève, et rappelle aussi celle du Tempietto de Donato d’Angelo Bramante à Rome érigé en 1502. La synagogue possède une galerie pour les femmes et est équipée d'un orgue. Une particularité de la synagogue, est que les fidèles entrent par le côté est, et donc en entrant n'ont pas devant eux l'Arche Sainte, mais l'ont derrière eux.
Une transformation fondamentale est effectuée les années 1920 en plus de l'ajout d'un bâtiment adjacent côté ouest, est le déplacement de l'entrée principale sur la face ouest.
De 1926 à 1928, tout l'intérieur de la synagogue est repeint par le peintre Leo Kahn (en) (1894-1983), né à Bruchsal, mais résidant à Ulm, une entreprise inédite, qui d'après un jugement de l'époque attira beaucoup l'attention. Leo Kahn s'inspire des peintures que l'on trouve dans différentes synagogues du XVIIIe siècle, et en particulier réactualise un motif ancien dans le paysage représentant Jérusalem situé dans la niche au-dessus de l'Arche Sainte.  La grille en fer forgé devant l'estrade, ainsi que le pupitre et les chandeliers situés de part et d'autre, sont l'œuvre du sculpteur Benno Elkan (1877-1960), qui puise ses sources sur des modèles de l'Europe de l'Est. La Badische Presse en 1928, fait l'éloge de l'impression belle et gracieuse de la synagogue de Bruchsal et salue « la compétence et l'enthousiasme des artistes, ainsi que l'esprit de sacrifice et l'esprit artistique de la communauté et de ses conseillers », qui « ont évité tout faux-pas qu'aurai pu produire un art poncif conventionnel et de qualité inférieure ». La synagogue est de nouveau consacrée le 1er avril 1928 après sa rénovation.
La revue Der Israelit décrit ainsi la restauration de la synagogue:  
« La communauté de Bruchsal a pris conscience de la nécessité de donner aux locaux austères et peu attrayants de la synagogue, une nouvelle parure. Elle a trouvé un Maître dans le peintre Leo Kahn, qui a compris que pour répondre à cette tâche difficile, il était nécessaire de se situer dans l'esprit de l'époque actuelle, tout en tenant compte des idées traditionnelles. Le célèbre sculpteur Benno Elkan a réalisé les balustrades et les chandeliers de l'estrade de lecture de manière remarquable et novatrice pour en faire des joyaux de la synagogue. Le professeur Spannagel a ajouté un éclairage efficace et ainsi le bâtiment des années 1880 du siècle dernier, se présente sous le signe du présent et de ses réalisations.  »

### La destruction de la synagogue
Lors de la Nuit de Cristal, du 9 au 10 novembre 1938, la synagogue est incendiée et réduite en cendre. Le déroulement de l'action a pu être reconstitué lors du procès de deux des incendiaires de la synagogue qui s'est déroulé en 1946, après la Seconde Guerre mondiale devant le tribunal correctionnel de Karlsruhe : des hommes du NSDAP, de la SA et de la SS, se sont réunis le 10 novembre à 3 heures du matin à l'auberge Grüner Baum, pour discuter de l'action, avant de se rendre à la synagogue et d'y mettre le feu. Parmi les incendiaires, se trouvent un commandant de la SA de Bruchsal de 37 ans, Edga Schweizer et un homme de la SA d'Untergrombach (un des quartiers de Bruchsal) de 39 ans, Otto Wachter: 
« Le 12 juillet, deux incendiaires de la synagogue ont comparu devant la chambre correctionnelle de Karlsruhe, Edga Schweizer, 45 ans, de Bruchsal et Otto Wachter, 47 ans d'Untergrombach. 

Schweizer, d'après ses propres aveux, a été appelé dans la nuit en question, à l'auberge Zum Grünen Baum. Des bidons et seaux pleins d'essence ont été transportés à la synagogue. Schweizer grimpe et pénètre dans la synagogue par une fenêtre et va ouvrir les portes de l'intérieur avant de déverser de l'essence dans les pièces du rez-de-chaussée. Simultanément, les autres membres envahissent le bâtiment et répandent de l'essence sur toutes les parties inflammables de la synagogue.
Le coaccusé Wachter est appelé vers 3 heures du matin. Il prétend n'avoir été présent que pour observer et non pour agir. Il était présent lors de la réunion qui a précédé et a également accompagné les incendiaires à la synagogue. Mais il n'a pas grimpé sur le mur, car dit-il, il ne voulait pas abimer son costume.

Le procureur a requis pour Schweizer une peine de prison de trois ans pour violation aggravée de la paix civile et incendie criminel, et pour Otto Wachter un an de prison pour violation simple de la paix civile et complicité d'incendie volontaire. Le tribunal a suivi les réquisitions du procureur.  »
En 1966, une plaque commémorative en souvenir de la synagogue est apposée sur la caserne de pompiers, construite après la guerre sur le terrain de l'ancienne synagogue. Une des six colonnes de l'avant-corps de l'ancienne synagogue est déposée dans le cimetière juif d'Obergrombach. Une nouvelle plaque commémorative a été dévoilée le 30 octobre 2000.

### Lesrabbinsde Bruchsal
- de 1791 (ou 1789 ou 1798 d'après d'autres sources) à 1821 : Pelta Moses Epstein, dénommé Moses Liebhold jusqu'en 1809. Né en 1745 à Offenbach, décédé en 1821 à Bruchsal; il étudie à Francfort, Fürth et Prague; tout d'abord précepteur à Francfort, puis professeur de Talmud et rabbin adjoint à l'Institut Modelschen de Karlsruhe en 1777, par la suite directeur d'une imprimerie hébraïque à Rastatt puis à Karlsruhe; enfin rabbin de Bruchsal de 1791 jusqu'à sa mort en 1821.
- de 1822 à 1847: Elias Hirsch Präger, né en 1767 à Jungholtz dans le Haut-Rhin (anciennement : Haute-Alsace), décédé en 1847 à Bruchsal; il étudie à la yechiva d'Hagenthal-le-Bas, puis à Mannheim; travaille tout d'abord comme précepteur à Francfort puis comme commerçant à Altdorf (Ettenheim) ; il est nommé en 1819 rabbin intérimaire à Bühl et en 1922, rabbin de Bruchsal ; et depuis 1821, rabbin de district ; il ouvre une petite école talmudique dans la ville.
- de 1847 à 1855: Moses Präger, né à Altdorf en 1817, décédé en 1861 à Mannheim ; rabbin de district à Bruchsal en 1847; il est nommé rabbin de Mannheim en 1855.
- de 1855 à 1870: Isaak-Eisik Friedberg(er), né à Schlüchtern, décédé en 1870 à Bruchsal ; En 1825, rabbin d'institut à Karlsruhe, en 1830 rabbin de district à Mosbach et de 1855 à sa mort, rabbin de district à Bruchsal.
- de 1870 à 1877: Lazarus Schlessinger, né à Flehingen en 1842 ou 1843, décédé dans la même ville en 1924; après avoir été rabbin de district à Bruchsal, il occupe de 1877 à 1920, le poste de rabbin de district à Bretten; il se marie avec Klara née Gunzenhauser, et sa fille Karola épousera le Dr  Siegfried Grzymisch, futur rabbin de Bruchsal.
- de 1878 à 1900: Dr Joseph Eschelbacher, né en 1848 à Hainstadt, mort en 1916 à Berlin; il étudie à Breslau et à Halle; après avoir été rabbin de district à Bruchsal, il est nommé en avril 1900 rabbin à Berlin, de la synagogue du 68 rue Oranienburger; il épouse Ernestine née Benario (1858-1931); leur fils deviendra rabbin de Bruchsal.
- de 1900 à 1906: Dr Max Doctor, né en 1870 à Zülz (Biala) en Haute-Silésie, décédé en 1918 à Cassel; il étudie à Breslau et est de 1894 à 1900 professeur dans cette ville; en 1899 il est nommé rabbin adjoint de la synagogue à la Cigogne Blanche à Breslau; après avoir été rabbin de district à Bruchsal, il est nommé rabbin de Land à Cassel.
- de 1900 à 1910/1911: Dr Max Eschelbacher, né en 1880 à Bruchsal, décédé en 1964 à Londres; il étudie à Munich et à Rostock; il est après rabbin de district à Bruchsal avant d'être nommé rabbin de district à Fribourg-en-Brisgau; de 1913 à 1939, il est rabbin à Düsseldorf et émigre en Angleterre en 1939.
- 1911: Dr Ferdinand Straßburger, né en 1884 à Buchau, décédé en 1927 à Ulm; il est en 1910/1911 rabbin intérimaire à Wiesbaden, Fribourg et Bruchsal; il occupe ensuite le poste de rabbin à Hoppstädten et en 1915/1916 à Buchau; de 1916 jusqu'à sa mort il est de rabbin à Ulm.
- de 1911 à 1940: Dr Siegfried Grzymisch, né en 1875 à Pleschen en Poméranie, assassiné en 1944 au camp de concentration d'Auschwitz; après un court poste à Hoppstädten, il est de 1911 à 1940 rabbin de district à Bruchsal et Bretten; il va créer de nouveaux programmes d'éducation religieuse pour le pays de Bade; en 1940, il est arrêté avec sa femme Karola, née Schlessinger et déporté en France au camp de Gurs, puis au camp de Drancy; le 7 mars 1944, il est transféré à Auschwitz;